# Nuri al-Sa'id
Nūrī al-Saʿīd (Nūrī al-Saʿīd b. Ṣāliḥ b. al-Milāṭa in arabo ﻧﻮﺭﻱ ﺍﻟﺴﻌﻴﺪ بن صالح ابن الملا طه‎?; Baghdad, dicembre 1888 – Baghdad, 15 luglio 1958) è stato un politico iracheno durante il mandato britannico e l'età monarchica; in carriera ricoprì numerosi importanti incarichi governativi.
Fu per quindici volte primo ministro dell'Iraq. Dalla sua prima nomina a primo ministro durante il periodo coloniale britannico nel 1930, Nūrī è stato una figura di grande spicco in Iraq durante tutto il periodo monarchico.
Nel corso di numerosi incarichi governativi, fu protagonista di alcune delle principali scelte politiche assunte dall'Iraq contemporaneo. Nel 1930, al suo primo mandato governativo, firmò il trattato anglo-iracheno, che fu il primo passo verso una formale indipendenza del suo Paese e che garantiva al Regno Unito illimitati poteri di far stazionare sul suolo iracheno sue forze armate e di far transitare sue truppe sul territorio nazionale iracheno.
Il trattato garantiva altresì ai britannici pieno controllo sulle risorse petrolifere del Paese. Mentre il trattato riduceva teoricamente il coinvolgimento del Regno Unito nella vita politica interna dell'Iraq, esso fu nei fatti un mero strumento che assicurava a Londra l'impossibilità per Baghdad di entrare in qualsiasi modo in conflitto con gli interessi militari ed economici britannici. Questo accordo spianava nondimeno la strada all'indipendenza nominale dell'Iraq, conseguita nel 1932: epoca in cui cessava giuridicamente il mandato e l'Iraq entrava nella Società delle Nazioni.
Nel corso della sua carriera, Nūrī fu un convinto e continuo sostenitore del ruolo egemonico svolto dalla Gran Bretagna in Iraq, anche se nel periodo del 1941 ebbe forse un abbozzo di apertura verso l'Asse italo-germanico. Nūrī fu una figura assai controversa ed ebbe numerosi nemici, e dovette fuggire dal suo Paese in due diverse occasioni, connesse a due diversi colpi di Stato. Fino al violento rovesciamento della monarchia nel 1958, la sua politica assolutamente impopolare in patria - in cui era visto come il più filo-britannico fra i politici iracheni - fu ritenuto il massimo responsabile dello scadente progresso socio-economico del Paese.
Povertà e iniquità sociale erano dilaganti e Nuri divenne un simbolo del regime che aveva fallito nella sua missione di buon governo, scegliendo la repressione al minimo manifestarsi di agitazioni politiche e socio-economiche, al fine di meglio proteggere gli interessi britannici. Il 15 luglio 1958, all'indomani della rivoluzione repubblicana, tentò di fuggire travestito da donna, ma fu riconosciuto, catturato e immediatamente linciato e trucidato dalla folla nella pubblica via.

## Prima carriera
Nūrī al-Saʿīd nacque a Baghdad da una famiglia della media borghesia musulmana sunnita di origini nord-caucasiche. Suo padre apparteneva alla tribù dei Karaghul ed esercitò funzioni governative di basso profilo. Nuri si diplomò in un'accademia militare a Istanbul nel 1906, proseguì gli studi colà fino al 1911, guadagnandosi i gradi di ufficiale nelle forze armate dell'Impero ottomano, e fu tra gli ufficiali distaccati in Libia nel 1912 per organizzare la resistenza contro l'occupazione italiana di quella lontana provincia ottomana.
Durante la prima guerra mondiale aderì al nazionalismo arabo, entrando nella società segreta al-'Ahd ("il patto"), e combatté nella rivolta araba agli ordini dell'emiro Faysal ibn Husayn del Hijaz, che sarebbe per breve tempo diventato re di Siria prima di essere battuto dai francesi nella battaglia di Maysalun e di essere "indennizzato" da Londra col trono dell'erigendo Iraq. Come tutti coloro che avevano combattuto a fianco di Faysal, il nuovo sovrano, entrò a far parte della ristretta élite di governo.

## Posizione iniziale sotto la nuova monarchia irachena
Nūrī guidò le truppe arabe di Faysal che avevano preso Damasco sulla scia del ritiro ottomano dalla Siria nel 1918. Quando Faysal fu deposto nel 1920 dall'intervento militare francese (che con il Regno Unito s'era spartita i possedimenti ottomani con gli accordi Sykes-Picot, malgrado le promesse britanniche al padre di Faysal, lo sceriffo di Mecca, al-Husayn ibn ʿAlī), Nūrī seguì in Iraq il sovrano nel suo esilio, e nel 1922 divenne il primo direttore generale delle forze di polizia irachene. Usò la sua posizione per collocare funzionari a lui devoti nella struttura che guidava: una tattica che avrebbe spesso reiterato nelle posizioni governative che avrebbe ricoperto e che gli consentì di guadagnarsi una notevole forza politica negli anni successivi.
Fu un affidabile alleato di Faysal che, nel 1924, lo nominò suo vice comandante in capo delle forze armate, così da garantirsi la lealtà delle truppe al regime monarchico creato. Una volta ancora, Nūrī sfruttò la sua posizione per rafforzare la propria base personale di potere. Durante gli anni venti, egli sostenne la politica regia di costruire una credibile forza militare, basata sulla lealtà alla dinastia degli ufficiali sceriffiani, gli antichi militari ottomani che costituivano la spina dorsale del regime hascemita iracheno.

## Primo ministro per la prima volta, 1930

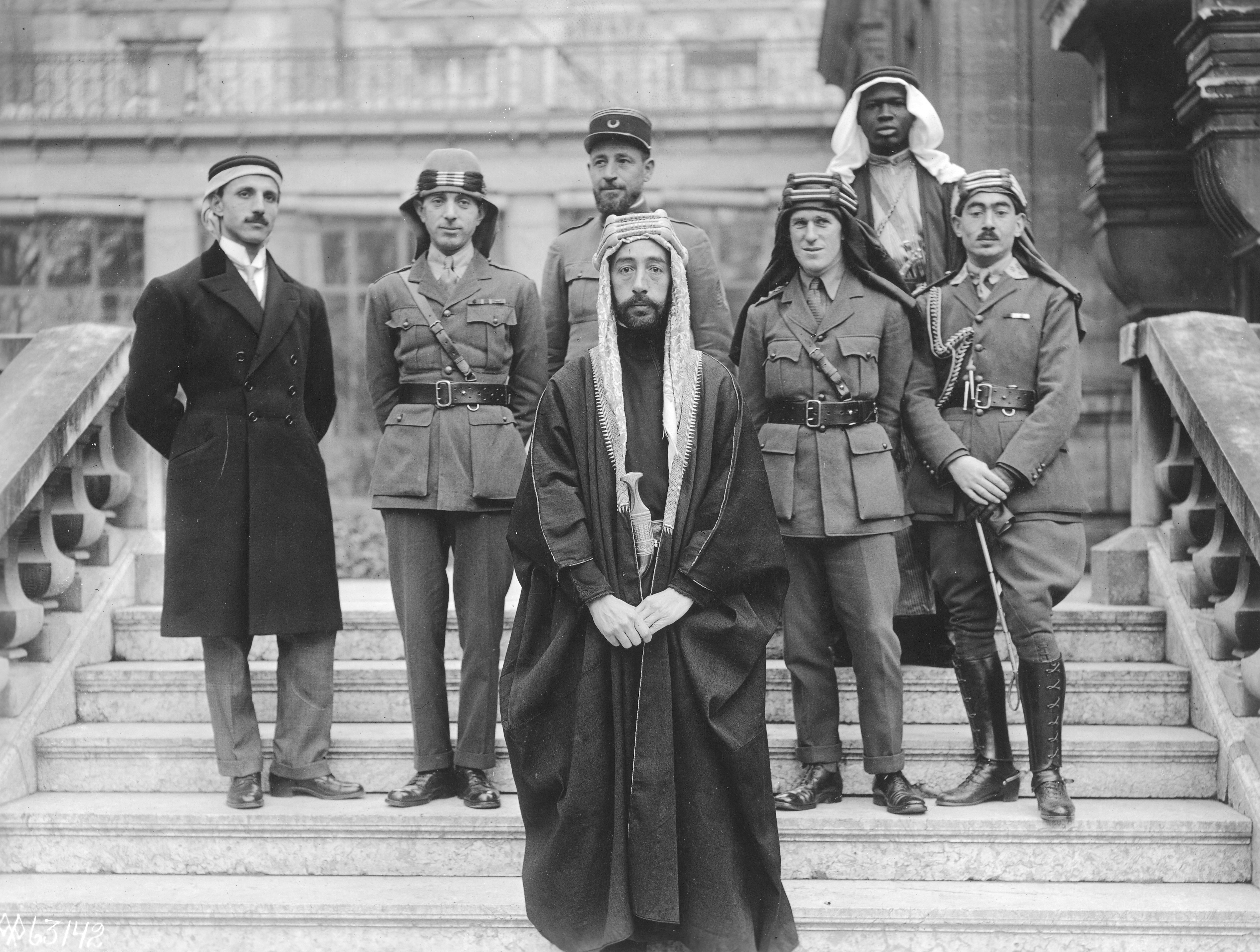
Ricevimento offerto dall'emiro Faysal a Versailles, durante la conferenza di pace di Parigi (1919). Al centro, da sinistra a destra: Rustum Haydar, Nūrī al-Saʿīd, l'emiro Faysal, il capitano Rosario Pisani (dietro Faysal), T. E. Lawrence, servo di Faysal (nome sconosciuto), il capitano Tahsin Qadri.

Faysal incaricò per la prima volta Nuri di formare un governo nel 1929, ma fu solo nel 1930 che i britannici si persuasero di non muovergli più nei suoi confronti obiezioni. Come in occasione della sua prima nomina a un incarico di rilievo, Nuri nominò suoi sostenitori per metterli in posto-chiave dell'amministrazione, ma ciò servì solo a indebolire la base personale di sostegno ci cui godeva il re fra i funzionari civili, e le antiche buone relazioni fra i due si inasprirono.
Fra i primi atti di Nuri come primo ministro vi fu la firma del trattato anglo-iracheno del 1930, una mossa impopolare, dal momento che esso confermava essenzialmente i poteri mandatari britannici nel Paese e concedevano al Regno Unito prerogative militari permanenti, anche dopo il conseguimento formale dell'indipendenza. Nel 1932 l'Iraq fu comunque ammesso alla Società delle Nazioni.
Nell'ottobre 1932, Faysal levò la fiducia al suo primo ministro e lo sostituì con Naji Shawkat. Questo diminuì in qualche misura l'influenza di Nuri e dopo la morte in quello stesso anno di re Faysal e l'ascesa al trono di suo figlio di re Ghazi, la sua intimità col palazzo reale decrebbe sensibilmente. Un ulteriore ostacolo per le sue ambizioni fu l'ascesa di Yāsīn al-Hāshimī, che sarebbe diventato primo ministro per la prima volta nel 1935. Nondimeno, Nuri continuò a ordire intrighi all'interno della potente struttura militare, mentre la sua posizione di fedele alleato del Regno Unito significa che egli non fu mai in realtà lontano dal potere.
Nel 1933 i britannici convinsero Ghazi a nominarlo ministro degli esteri, una poltrona che egli conservò fino al colpo di Stato del generale Bakr Sidqi nel 1936. Tuttavia i suoi stretti legami col Regno Unito, che lo avevano aiutato a conservare comunque un ruolo di rilievo nella società politica irachena, distrusse del tutto la residua popolarità di cui godeva per il suo ormai sempre più lontano passato.

## Intrighi con l'esercito, 1937-1940
Il colpo di Stato del generale Bakr Sidqi mostrò la contiguità di Nuri con la ex potenza mandataria: al-Sa'id fu infatti l'unico dei politici a cercare e ottenere rifugio politico entro le mura dell'ambasciata britannica, i cui responsabili non persero tempo a ottenere per il loro ospite l'esilio in Egitto, ancora saldamente sotto il loro ferreo controllo. Nuri tornò a Baghdad nell'agosto 1937 e cominciò a intessere la sua tela politica per tornare ancora al potere, in collaborazione col colonnello Ṣalāḥ al-Dīn al-Sabbāgh.
Ciò preoccupò a tal punto l'allora primo ministro, Jamīl al-Midfaʿī che questi riuscì a persuadere i britannici che Nūrī aveva un'influenza talmente nefasta sugli eventi che sarebbe stato meglio fosse allontanato dall'Iraq. La cosa comportò che Nūrī fosse costretto ad andare a risiedere direttamente a Londra come ambasciatore iracheno. Disperando forse di recuperare buone relazioni con re Ghāzī, Nūrī prese allora a perseguire segretamente una cooperazione con la famiglia reale saudita. Tornato a Baghdad nell'ottobre del 1938, Nūrī ristabilì i contatti con al-Sabbāgh, e lo persuase a rovesciare il governo di Midfaʿī. Al-Sabbāgh e le sue truppe portarono a compimento il loro colpo di Stato il 24 dicembre del 1938 e Nūrī fu reinsediato come primo ministro.
In questa posizione, egli effettuò pressioni su re Ghāzī perché nominasse suo successore il fratellastro, il principe Zayd. Mentre Ghāzī inquietava sempre più i britannici per i suoi forti sentimenti nazionalistici (etichettati maliziosamente come "filo-nazisti" da una serie di pubblicisti e storici compiacenti), espressi attraverso le onde radio della potente emittente radiofonica gestita direttamente dal sovrano iracheno, nel gennaio 1939, il re irritò fortemente anche Nūrī al-Saʿīd con la sua nomina di Rashīd ʿAlī al-Kaylānī, responsabile del regio gabinetto (dīwan ). la campagna condotta da Nūrī contro i suoi rivali continuò per tutto il mese di marzo, quando egli rivelò di aver sventato un complotto mirante ad assassinare re Ghāzī, usando questa comoda scusa per condurre un'ingiustificata purga all'interno del corpo degli ufficiali dell'esercito.
Quando re Ghāzī morì in un inspiegabile quanto "provvidenziale" incidente automobilistico, il 4 aprile 1939, Nūrī fu sospettato quasi universalmente di essere stato dietro un complotto mirante a sbarazzarsi di un monarca non gradito a lui e ai suoi protettori britannici. Ai funerali reali la folla gridò: “Nūrī, risponderai del sangue di Ghāzī”. Egli appoggiò la reggenza di ʿAbd al-Ilāh per conto del futuro re, Faysal II, ancora minorenne. Il nuovo reggente era infatti anch'egli filo-britannico e abbastanza prono alle direttive di Nuri.
A quel tempo, la situazione in Europa aveva cominciato ad avere un grande impatto sull'Iraq. La caduta della Francia ad opera delle armate nazista nel giugno 1940 incoraggiò alcuni patrioti nazionalisti a coltivare speranze in un futuro positivo per l'Iraq come conseguenza della vittoria della Germania. Mentre Nūrī rimaneva fedele alla Gran Bretagna, al-Sabbāgh sposò la causa della Germania, pur non potendosi definire incline al nazismo il suo pensiero, ma solo intensamente anti-britannico. Questa perdita del principale alleato militare, significava che Nūrī “rapidamente perse la sua capacità di influenzare gli eventi”.

## Coesistenza col reggente negli anni quaranta
Nell'aprile 1941, gli elementi pro-Asse presero il potere, insediando Rashīd ʿAlī al-Kaylānī come primo ministro. Nūrī riparò nella Transgiordania, controllata dal Regno Unito, e da lì fu inviato dalle autorità britanniche al Cairo ma, dopo aver battuto gli iracheni nel breve conflitto del 1941, i vincitori britannici non persero tempo a farlo nominare di nuovo come primo ministro, sotto la protezione delle loro baionette. Nūrī avrebbe conservato quel posto per due anni e mezzo (periodo insolitamente lungo per i gabinetti iracheni), ma dalla fine del 1943, il Reggente ottenne maggior voce in capitolo per la scelta dei suoi ministri e cominciò a mostrare una maggior indipendenza di giudizio. L'Iraq rimase sotto occupazione militare britannica fino alla fine del 1947.
Il breve avvicinamento del reggente con un tipo di politica più liberale nel 1947 riuscì in minima misura ad allontanare i problemi che gravavano sul Paese. Le strutture sociali ed economiche dell'Iraq erano notevolmente mutate dall'epoca dell'insediamento della monarchia, con una popolazione urbana che si era molto accresciuta, con una borghesia in rapida ascesa, e con un'acquisizione assai maggiore della politica da parte dei contadini e degli operai, verso i quali il Partito Comunista Iracheno svolgeva un'azione di crescente penetrazione. Tuttavia, l'élite politica, coi suoi stretti legami e i suoi interessi congiunti con le classi dominanti, non fu capace di compiere quei passi radicali che avrebbero potuto consentirle di difendere il regime monarchico. In questo flebile tentativo dell'élite di conservare il proprio potere durante l'ultimo decennio monarchico, Nūrī, più del reggente, avrebbe giocato un ruolo sempre più dominante, in larga misura grazie alla capacità delle classi politiche dominanti.

## Il regime resiste alle montanti tensioni politiche
Nel novembre 1946, uno sciopero di lavoratori del settore petrolifero culminò in un massacro degli scioperanti da parte della polizia irachena, e Nuri tornò ad essere ancora una volta primo ministro. Per breve periodo egli chiamò nel suo governo elementi appartenenti al cosiddetto Partito Liberale dell'ex primo ministro Tawfīq al-Suwaydī, o del Partito Nazionale Democratico di Kāmil al-Jādirjī, ma presto tornò al suo consueto approccio autoritario e repressivo, ordinando l'arresto di numerosi comunisti (che erano dietro gli scioperi) nel gennaio 1947. Fra gli arrestati figurava il mitico segretario del Partito Comunista Iracheno, Yūsuf Salmān Yūsuf, detto Fahd.
Nel frattempo i britannici tentavano di legalizzare una loro permanente presenza militare in Iraq, anche oltre i termini fissati dal trattato del 1930, sebbene non vi fosse più alcun conflitto mondiale che potesse giustificare tale continua presenza nel Paese. Tanto Nuri, quanto il reggente mantenevano stretti ma impopolari rapporti con il Regno Unito, che in effetti costituiva la miglior garanzia per mantenere il loro ruolo egemonico nella società irachena e cominciarono a progettare un nuovo trattato anglo-iracheno che sostituisse quello del 1930 che doveva scadere solo nel 1957. Ai primi di gennaio del 1948, Nuri stesso guidò una delegazione irachena nel Regno Unito e il 15 gennaio un nuovo trattato fu firmato.
La risposta delle strade di Baghdad fu immediata e furiosa. Dopo sei anni di occupazione britannica, nessun atto poteva essere più impopolare di quello che concedeva al Regno Unito un ancor maggior ruolo politico in Iraq. Dimostrazioni si ebbero già il giorno seguente la firma, con studenti che svolsero un ruolo prominente e col Partito Comunista che guidava la massima parte della reale opposizione al governo di Nuri. Le proteste s'intensificarono nei giorni successivi, finché la polizia non aprì il fuoco sui dimostranti il (20 gennaio), provocando numerose vittime. Il giorno dopo, il reggente ʿAbd al-Ilāh sconfessò il nuovo trattato. Nuri tornò a Baghdad il 26 gennaio e immediatamente dette mano a una dura politica repressiva contro i dimostranti. Alla manifestazione di massa del giorno successivo, la polizia aprì ancora il fuoco, lasciando sul terreno numerosi morti.
In quel duro confronto con la volontà popolare, Nuri distrusse qualsiasi sua residua credibilità di uomo politico: sebbene conservasse un potere considerevole, egli era ormai generalmente detestato. Il successivo rilevante impegno diplomatico di Nuri fu il patto di Baghdad, una serie di accordi conclusi fra il 1954 e il 1955 che legavano politicamente e militarmente l'Iraq alle potenze occidentali e ai loro alleati regionali, in particolar modo alla Turchia (giò inclusa nella NATO. Questo patto wfu particolarmente importante per Nuri, perché era favorito da britannici e statunitensi, che cercavano una dimensione planetaria per la cosiddetta "dottrina Eisenhower" in funzione anti-sovietica. D'altro conato il patto era però contrario alle aspirazioni politiche della maggioranza del Paese. Forte della sua posizione, Nuri rafforzò la repressione politica e la censura. In quella fase però la reazione fu assai meno combattiva di quella mostrata nel 1948.
Secondo lo storico Hanna Batatu, ciò può essere spiegato dalle condizioni economiche migliori e dalla debolezza del Partito Comunista, che aveva subito una durissima repressione e che era squassato da divisioni interne. La situazione politica si deteriorò nel 1956, con insurrezioni nelle città di Najaf e di Hayy, mentre l'attacco all'Egitto da parte d'Israele, coordinato con il Regno Unito e la Francia che reagivano con le armi alla nazionalizzazione della Compagnia del Canale di Suez, esacerbò ulteriormente gli animi degli iracheni, mostrando tutta l'implausibilità di un Patto filo-occidentale i cui partecipanti avevano aggredito un Paese arabo che intendeva conseguire una reale indipendenza, anche con la nazionalizzazione di società straniere che avevano agito per decenni in regime di assoluto monopolio.
La posizione politica di Nuri s'indeboliva, mentre le opposizioni cominciavano a coordinare le loro attività: nel febbraio 1957, un Fronte d'Unione Nazionale fu organizzato, composto dal Partito Nazionale Democratico, dal Partito dell'Indipendenza (Ḥizb al-Istiqlāl ), dai comunisti e dal Partito del Baʿth. Un analogo processo caratterizzò il corpo degli ufficiali delle forze armate, con la formazione del Consiglio Supremo degli Ufficiali Liberi. I tentativi di Nuri di assicurarsi la lealtà dei militari tramite generosi benefici, fallì miseramente. La monarchia hascemita e la consimile monarchia in Giordania reagirono all'unione fra Egitto e Siria, che avevano costituito la Repubblica Araba Unita (RAU) nel febbraio del 1958, formando la Federazione Araba d'Iraq e Giordania. Nuri tentò di convincere il Kuwait a unirsi alla Federazione ma i britannici, in modo abbastanza miope, si opposero. Nuri fu il 1º Primo Ministro della nuova Federazione, che subito però finì a causa del colpo di Stato che mise fine alla monarchia irachena.

## Caduta della monarchia e morte di Nuri

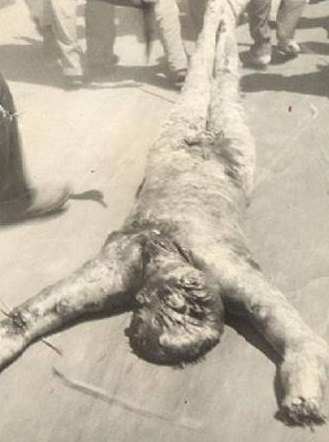
Cadavere del primo ministro Nuri al-Sa'id

Nel momento in cui la crisi del Libano del 1958 conosceva una escalation, la Giordania richiese l'aiuto delle truppe irachene, che erano in marcia il 14 luglio allo scopo di avvicinarsi alla frontiera del paese arabo "fratello". Invece però di eseguire gli ordini dello Stato Maggiore, le truppe corazzate del colonnello ʿAbd al-Karīm Qāsim (Kassem) - comandante della XIX Brigata della II Divisione meccanizzata del generale Ghāzī al-Dāghestānī - nel passare per Baghdad s'impadronì, con l'aiuto del colonnello ʿAbd al-Salām ʿĀref (che guidava la XX Brigata), della radio, liberando i prigionieri politici imprigionati nel carcere di Baʿqūba.
Tutti i posti-chiave della capitale furono posti sotto controllo e alla famiglia reale fu impartito l'ordine da parte di ʿAbd al-Karīm Qāsim di evacuare il Palazzo Reale. Tutti furono radunati nel suo cortile: re Faysal II; il Principe ʿAbd al-Ilāh e sua moglie, la Principessa Hiyām; la Principessa Nafīsa, la madre di ʿAbd al Ilāh (la Principessa ʿAbadiyya), la zia del sovrano e numerosi servitori. Addossati a turno al muro furono colpiti a morte dal cap. ʿAbd al-Sattār al-Sabʿ, appartenente agli "Ufficiali Liberi". Dopo 37 anni finiva così nel sangue la monarchia hascemita d'Iraq.
Nūrī cercò freneticamente di nascondersi ma fu catturato il giorno seguente mentre cercava di scappare travestito da donna (ma con scarpe da uomo) e abbattuto sulla strada stessa. Fu sepolto immediatamente ma una folla inferocita dissotterrò il cadavere e lo trascinò in macabro corteo lungo le strade di Baghdad, dove fu infine appeso a una forca, bruciato e mutilato.